# Teymur Mokhtari
Teymur Robert Mokhtari (* 9. März 1973 in Hamburg) ist ein deutsch-iranischer Schauspieler und Independent-Regisseur.

## Werdegang
Teymur Mokhtari studierte Schauspiel an der Actors Theatre School in London sowie am Hamburgischen Schauspielstudio Frese. Er spielte Haupt- und Nebenrollen in bekannten Serien wie girl friends – Freundschaft mit Herz vom ZDF, Marienhof und Rote Rosen der ARD sowie Alphateam von Sat.1. Hinzu kommen Rollen in von ihm selbst inszenierten Kurzfilmen. Die Musik zu seinen Filmen schrieb fast ausnahmslos der Hamburger Komponist Andre Matthias.
Seit einigen Jahren tritt Teymur Mokhtari vermehrt als Theaterschauspieler in Erscheinung.
Er lebt und arbeitet in Hamburg.

## Filmografie (Auswahl)
- 2000: Die Trophäe
- 2001: Conversational Cabbage
- 2003: What's He Cooking?
- 2003: Girlfriends
- 2004: Luis (1. Platz beim 'Short Film Slam' in Hamburg)
- 2005: Marienhof
- 2005: Alphateam
- 2006: Idiots Are Brighter In Sunlight (Animationsfilm; Rolle: Oliver Neumann)
- 2006: Rette Robert (1. Platz beim 'Short Film Slam' in Hamburg; Rolle: Robert)
- 2008: Rote Rosen (6 Episoden; Rolle: Ingo Brehm)

## Theater (Auswahl)
- 2009: Piaf (Theaterschiff Bremen; diverse Rollen; Regie: Ursela Monn)
- 2013: Achtung Deutsch (Komödie Kassel/Packhaustheater Bremen; Rolle: Tarik Al Hassan; Regie: Karsten Engelhardt)
- 2014: Toutout (Theater Partou Lübeck; Rolle: Pavel; Regie: Uli Sandau)
- 2014: Meister Anecker (Hamburger Engelsaal; Rolle: Franz Anecker; Regie: Philip Lüsebrink)
- 2015: Yasodhara & Buddha (Hamburger Sprechwerk; Rolle: Devadhatta; Regie: Maria von Bismarck)
- 2015: Der Raub der Sabinerinnen (Hamburger Engelsaal; Rolle: Benjamin Sterneck; Regie: Michael Jurgons)